# 酶工程
酶工程（英語：Enzyme engineering）又可以說是蛋白質工程學，利用傳統突變技術或是分子生物學技術，將蛋白質上的氨基酸進行突變，已改變蛋白質之化學性質和功能。例如:在酵素的應用上，可以讓原本不難熱的酵素，經過酵素工程改變後，酵素可以耐熱。